# Liste der Stolpersteine in Delitzsch
Die Liste der Stolpersteine in Delitzsch enthält die Stolpersteine, die vom Kölner Künstler Gunter Demnig in der Großen Kreisstadt Delitzsch im Landkreis Nordsachsen verlegt wurden. Stolpersteine erinnern an das Schicksal der Menschen, die von den Nationalsozialisten ermordet, deportiert, vertrieben oder in den Suizid getrieben wurden. Sie werden meist vor den letzten frei gewählten Wohnadresse der NS-Opfer in das Pflaster bzw. den Belag des jeweiligen Gehwegs eingelassen.

## Liste der Stolpersteine
In Delitzsch wurden bisher sieben Stolpersteine an vier Adressen verlegt.
| Stolperstein | Inschrift                                                                                        | Verlegeort           | Name, Leben |
| --- | ------------------------------------------------------------------------------------------------ | -------------------- | --- |
| | HIER WOHNTE EDITH JACOBSOHN GEB. ANSCHEL JG. 1900 DEPORTIERT 1941 ERMORDET 1943 IN ŁODZ          | Breite Straße 1 Lage | Edith Jacobsohn geb. Anschel wurde am 18. Juni 1900 in Czarnikau in Posen geboren. Ihre Eltern waren Selig Anschel und Johanna geb. Traube. Sie hatte zwei Geschwister, darunter Erich Anschel. Sie heiratete Walter Jacobsohn, Eigentümer eines Kaufhauses für Textilwaren und Konfektion in Delitzsch. Im Zuge der Novemberpogrome 1938 wurde das Kaufhaus zerstört und die Wohnungen der Familie vandaliert. Das Ehepaar sah sich gezwungen die Stadt zu verlassen und übersiedelte nach Berlin-Charlottenburg. Von dort bemühten sie sich um eine Ausreisemöglichkeit nach Shanghai, die Flucht gelang ihnen nicht mehr. Am 18. Oktober 1941 wurden sie verhaftet und mit dem ersten Transport von Berlin in das Ghetto Litzmannstadt (Łódź) deportiert. Edith Jacobsohn kam dort am 13. Februar 1943 ums Leben. Auch ihr Ehemann wurde im Zuge der Shoah ermordet. Ihre Mutter wurde am 7. August 1942 in Theresienstadt ermordet. Ihr Vater wurde am 26. September 1942 im Vernichtungslager Treblinka ermordet. Ihr Bruder, der ihre Schwägerin Charlotte geheiratet hatte, konnte mit ihr und der gemeinsamen Tochter über Shanghai nach Bolivien flüchten. Für ihn wurde ein Stolperstein in Mittenwalde verlegt. |
| | HIER WOHNTE WALTER JACOBSOHN JG. 1895 DEPORTIERT 1941 ERMORDET IN ŁODZ                           | Breite Straße 1 Lage | Walter Jacobsohn wurde am 15. Juli 1895 in Delitzsch geboren. Seine Eltern waren Siegmund Jacobsohn (1864–1919) und Bertha Beilerifke geb. Wolff (1867–1943). Er hatte drei Geschwister, Paul, Erich, der im Ersten Weltkrieg ums Leben kam, Charlotte Rosalie (1903–1986), die später seinen Schwager Erich Anschel heiratete und mit ihm nach Bolivien flüchten konnte. Walter Jacobsohn führte ein Kaufhaus für Textilwaren und Konfektion in der Breite Straße 1 und heiratete Edith geb. Anschel, die aus Czarnikau stammte. Im Zuge der Novemberpogrome 1938 wurde sein Kaufhaus von einer Rotte unter Leitung eines SS-Mannes zerstört, die Auslagen wurden eingeschlagen, Schaufensterpuppen, Hausrat und Glassplitter lagen auf der Straße. In der Politischen Tagesmeldung ist zu lesen: „Am 10. November war gegen 17 Uhr eine Demonstration mit etwa 300 Delitzscher Einwohnern. Die Erregung der Menge steigerte sich über die ruchlose Tat des Juden Grynspan an den Legationsrat von Rath von Minute zu Minute, bis schließlich die Menge dazu überging, das in der Breiten Straße dem Juden Walter Jacobsohn gehörende Kaufhaus zu zerstören. Das Ereignis war so groß, daß die gesamte Laden- und Wohnungseinrichtung zerstört wurde. Auch der auf dem Judenfriedhof befindliche Judentempel (es handelt sich nur um eine Andachtshalle) wurde von der erregten Menge in Brand gesteckt. Die Polizei versuchte, die Plünderung bei Jacobsohn zu verhindern. Die im Grundstück befindlichen Juden, Frau Jacobsohn sen. und jun., sowie der aus Bitterfeld stammende Jude Georg Wolff, der zu Besuch weilte, werden in Schutzhaft genommen. Der Inhaber des Ladens Walter Jacobsohn war geflüchtet und wurde von der Delitzscher Polizei kurz vor Benndorf gefangen und kam in Schutzhaft. Die beiden Frauen wurden freigelassen. Jacobsohn und Wolff wurden am 10. November 1938, um 19.30 Uhr, der Stapo Halle vorgeführt.“ – Bericht des Bürgermeisters als Ortspolizeibehörde: An den Landrat und an die Staatspolizei-Dienststelle (Stapo) Halle, 10. November 1938 Das Ehepaar sah sich gezwungen, die Stadt zu verlassen und übersiedelte nach Berlin-Charlottenburg. Von dort bemühten sie sich erfolglos um eine Ausreise nach Shanghai. Am 18. Oktober 1941 wurden sie verhaftet und mit dem ersten Transport von Berlin in das Ghetto Litzmannstadt (Łódź) verschleppt. Seine Ehefrau kam dort am 13. Februar 1943 ums Leben. Auch Walter Jacobsohn wurde im Zuge der Shoah ermordet, zu einem unbekannten Zeitpunkt. |
| | HIER WOHNTE ALFRED PINCUS JG. 1893 DEPORTIERT 1942 AUSCHWITZ-TREBLINKA ERMORDET IN RIGA          | Lindenstraße 12 Lage | Alfred Pincus wurde am 14. Januar 1893 in Czarnikau in der Provinz Posen geboren. Er heiratete Bertha geb. Casper, die ebenfalls aus Czarnikau stammte. Das Paar hatte zumindest einen Sohn, Joachim, geboren 1928 in Delitzsch. Die Familie wohnte zuletzt im Haus Albert-Böhme-Straße 12 (heute Lindenstraße), übersiedelte allerdings 1937 nach Leipzig. Nach den Novemberpogromen 1938 wurde er am 14. November 1938 verhaftet, wurde am 6. Dezember 1938 in das KZ Buchenwald überstellt und sechs Tage später freigelassen. Am 21. Januar 1942 wurden Alfred Pincus, seine Frau und sein Sohn verhaftet und nach Riga deportiert. Er wurde im Zuge der Shoah, Todesart und Todestag sind unbekannt. Auch Frau und Kind wurden im Zuge der Shoah ermordet, beide 1944, die Ehefrau im KZ Stutthof, der Sohn im KZ Auschwitz. |
| Bild gesucht Der Benutzer GeorgDerReisende ( Diskussion ) wünscht sich an dieser Stelle ein Bild vom Ort mit diesen Koordinaten 51.525774 12.340323 . Motiv: Lindenstraße 12: der Stolperstein für Berta Betty Pincus Falls du dabei helfen möchtest, erklärt die Anleitung , wie das geht. BW |                                                                                                  | Lindenstraße 12 Lage | Berta Betty Pincus geb. Casper wurde am 24. August 1892 in Czarnikau in der Provinz Posen geboren. Sie lebte ab 1922 in Delitzsch und heiratete Alfred Pincus. Das Paar hatte einen Sohn, Joachim, geboren 1928. Die Familie wohnte zuletzt im Haus Albert-Böhme-Straße 12 (heute Lindenstraße), übersiedelte allerdings 1937 nach Leipzig. Am 21. Januar 1942 wurden Bertha Pincus, ihr Mann und ihr Sohn verhaftet und nach Riga deportiert. Am 9. August 1944 wurde sie gemeinsam mit ihrem Sohn in das KZ Stutthof überstellt. Dort wurden Mutter und Sohn getrennt. Der Sohn wurde am 10. September 1944 in das Vernichtungslager Auschwitz überstellt, wo er im Alter von 16 Jahren ermordet wurde. Die Mutter musste in Stutthof bleiben und kam dort am 17. Dezember 1944 ums Leben. Auch der Ehemann wurden im Zuge der Shoah ermordet. |
| | HIER WOHNTE JOACHIM PINCUS JG. 1928 DEPORTIERT 1942 AUSCHWITZ-TREBLINKA ERMORDET IN RIGA         | Lindenstraße 12 Lage | Joachim Pincus wurde am 22. August 1928 in Delitzsch geboren. Er war Schüler. Seine Eltern waren Alfred Pincus und Berta geb. Wagner. Die Familie wohnte im Haus Albert-Böhme-Straße 12 (heute Lindenstraße), übersiedelte allerdings 1937 nach Leipzig. Am 21. Januar 1942 wurden Joachim Pincus und seine Eltern verhaftet und nach Riga deportiert. Am 9. August 1944 wurde er in das KZ Stutthof überstellt, am 10. September 1944 in das Vernichtungslager Auschwitz, wo er im Alter von 16 Jahren ermordet wurde. Auch die Eltern wurden im Zuge der Shoah ermordet. |
| | HIER WOHNTE ANGELA VON SCHACHT JG. 1916 DEPORTIERT 1941 GHETTO WARSCHAU TOT NACH BEFREIUNG       | Mozartstraße 4Lage   | Angela von Schacht wurde am 11. Mai 1916 in Graz in Österreich geboren. Sie war während der NS-Herrschaft als Jüdin und als Kommunistin doppelt gefährdet. Sie gehörte dem Kommunistischen Jugendverband Deutschland an. Ihre letzte Wohnung befand sich im Haus Mozartstraße 4 in Delitzsch. Sie wurde ausgespitzelt, verhaftet und des Landesverrats beschuldigt. Am 17. April 1941 wurde sie in das Ghetto Warschau deportiert. Dort starb sie nach der Befreiung im April 1945. |
| | HIER WOHNTE HEDWIG ZEISING GEB. WAGNER JG. 1885 DEPORTIERT 1942 LUBLIN ERMORDET 1942 IN SORBIBOR | Körnerstraße 9 Lage  | Hedwig Zeising geb. Wagner wurde am 2. Mai 1885 in Anklam geboren. Sie lebte lange unverheiratet bei ihrem Bruder Martin Wagner. Am 10. Juli 1923 heiratete sie den verwitweten Karl Zeising, Postsekretär in Delitzsch, und zog zu ihm in das Haus Körnerstraße 9. Ihr Ehemann hatte zwei Töchter aus erster Ehe, Margot und Ruth. Hedwig Zeising sorgte für die Mädchen wie eine Mutter. Nach der Machtergreifung Hitlers und der NSDAP musste ihr Ehemann alle Ehrenämter niederlegen, weil er, der evangelisch war, eine Jüdin geheiratet hatte. 1937 wurde er gegen seinen Willen in den Ruhestand versetzt, weil sich nicht scheiden lassen wollte. Ihr Mann starb am 3. Dezember 1938 an einem Herzleiden. Hedwig Zeising wurde 1942 inhaftiert und mit dem Deportationszug, der am 30. Mai 1942 von Kassel abgefahren war, von Halle nach Lublin deportiert. Am 3. Juni 1942 wurde sie im Vernichtungslager Sobibor vom NS-Regime ermordet. |

## Verlegungen, Vandalismus
- Die erste und bislang einzige Verlegung in Delitzsch erfolgte am 22. September 2006 an den Adressen Breite Straße 1, Körnerstraße 9, Lindenstraße 12 und Mozartstraße 4.

Im Juli 2007 wurden, kurz nachdem in Bautzen gerade erst verlegte Stolpersteine beschmiert worden waren, auch in Delitzsch in der Nacht Stolpersteine zum Gedenken an frühere jüdische Bürger der Stadt beschmiert. Nach Angaben der Polizei wurden seitens des Staatsschutzes Ermittlungen aufgenommen.